# Mijnsheerenland

Vapen

Mijnsheerenland är en före detta kommun, numera by och kommundel i Binnenmaas i den nederländska provinsen Zuid-Holland. Fram till den 1 januari 1984 var Mijnsheerenland en egen kommun.
Det gamla kommunvapnet är ätten Praet van Moerkerkens vapen och sitt namn har orten fått för att området på 1400-talet var riddaren Lodewijk Praet van Moerkerkens egendom. Syftningen på "herre" i ortnamnet är inte religiös utan har med den ursprungliga markägande riddaren att göra.